# إيفا يتشنر
إيفا يتشنر (بالإيطالية: Eva Lechner)‏ مواليد 1 يوليو 1985 في بولسانو، هي دراجة إيطالية. شاركت إيفا في دورة الألعاب الأولمبية الصيفية.

## روابط خارجية
- إيفا يتشنر على موقع الاتحاد الدولي للدراجات (الإنجليزية)
- إيفا يتشنر على موقع أرشيف الدراجات (الإنجليزية)
- إيفا يتشنر على موقع إحصائيات الدراجات الإحترافية (الإنجليزية)
- إيفا يتشنر على موقع نسبة الدراجات (الإنجليزية)
- إيفا يتشنر على موقع CycleBase (الإنجليزية)
- إيفا يتشنر على موقع MTB Data (الإنجليزية)
- إيفا يتشنر على موقع أوليمبيديا (الإنجليزية)